# IBM 610

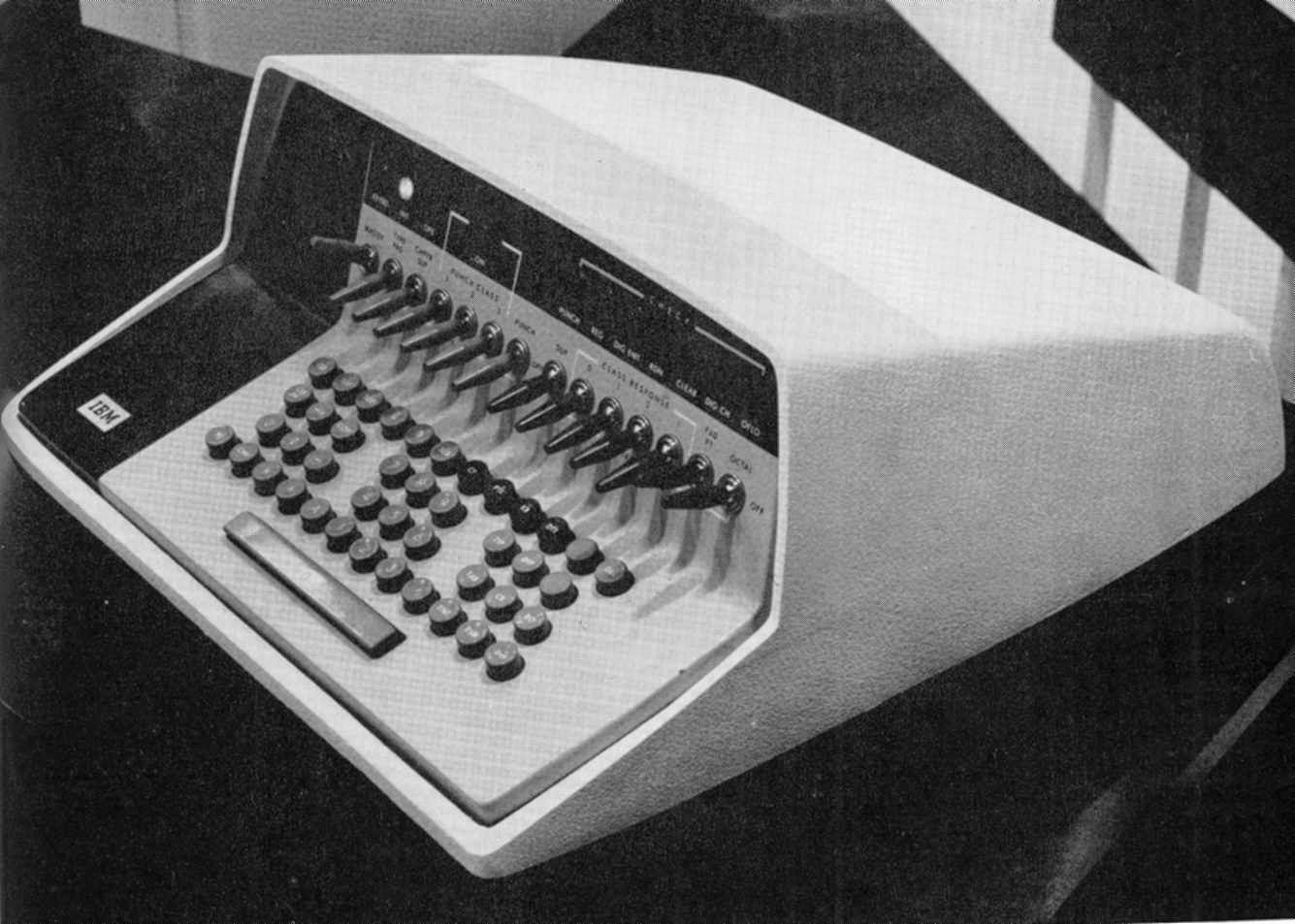
Unidad de control del IBM 610 con su teclado

El IBM 610 Auto-Point Computer (Ordenador de Punto Automático) fue un ordenador lanzado en 1957, siendo uno de los primeros ordenadores personales en el sentido de estar concebido para ser utilizado por una persona cuya experiencia anterior solo fuera con calculadoras de escritorio o calculadoras de tarjetas. Estaba controlado interactivamente por un teclado. El diseñador principal de esta máquina fue John Lentz, lo realizó entre 1948 y 1957 cuando trabajaba para el Thomas J. Watson Research Center de la Universidad de Columbia, donde se diseñó como el Personal Automatic Computer (PAC)
El nombre "punto automático" se refería a su capacidad de ajustar automáticamente el punto decimal en las operaciones de aritmética de punto flotante. Era bastante pequeño para ubicarlo en una oficina, y estaba diseñado para ser utilizado en una oficina normal, sin ningún equipamiento eléctrico especial o requisitos específicos de aire acondicionado. Utilizaba tubos de vacío, un tambor magnético y una unidad lectora/perforadora de cinta de papel.  La entrada era a través de un teclado y la salida era una máquina de escribir eléctrica de IBM, de dieciocho caracteres por segundo. Fue uno de los primeros ordenadores (si no el primero) en ser controlados por un teclado.
Su precio de venta era de 55.000 USD, o podía ser alquilado por 1.150 USD al mes (460 USD para uso académico). Se montaron un total de 180 unidades. Era un ordenador lento y limitado, y fue generalmente reemplazado por el IBM 1620.